# New Zealand Exchange

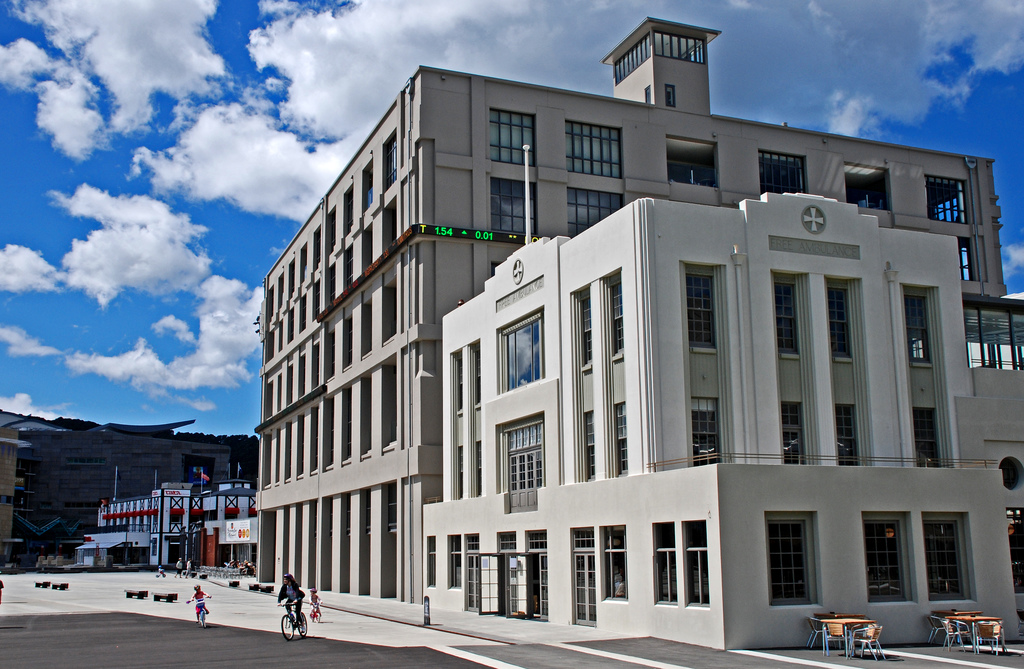
New Zealand Stock Exchange

New Zealand Exchange Limited (NZX) är den nyzeeländska börsen. Börsen är lokaliserad i Wellington, Nya Zeeland. Börsen kom till på 1870-talet under guldrushen.